# جاماسپ (پسر هرمز دوم)
جاماسپ، زاماسب یا ژاماسب، شاهزاده‌ای ساسانی فرزند شاهنشاه هرمز دوم و برادر شاهنشاهان آذرنرسی، شاپور دوم و اردشیر دوم بود. او در دوره شاهنشاهی شاپور بر شمال عربستان فرمان می‌راند.
در تاریخ هفت اقلیم و الفی جاماسب ملقب به اردوان شاه پسر هرمز آورده شده است، که توسط بهرام چوبین (از بزرگ‌زادگان خاندان اشرافی مهران) تربیت یافته است. 
خسرو پرویز که به سلطنت رسید به وی لقب برمک داد و او را متولی نوبهار کرد، فرمانروایی بلخ، کابل، سند، فرغانه، مکران... بدست او سپرد.
جاماسب یا جاماسپ پدر گشتاسب یا گشتاسپ یا گُشنسپ (خوران‌شاه) آورده شده است. در برخی منابع شاهزاده‌ای به نام قباد (کباد) نوه جاماسب عنوان شده است.

## زندگی
به گفته منابع سریانی استان مرزی و راهبردی عربستان در دهه ۳۶۰ میلادی میان و برادرش آذرفرازگرد تقسیم شد و بدین گونه جاماسپ بر کرانه‌های دجله و آذرفرازگرد بر نصیبین فرمان می‌راند. این دو برادر باید مراقب یکدیگر و فعالیت‌های رومیان بودند. هیچ نشانه‌ای از بزرگتر یا کوچکتر بودن این دو برادر از شاپور وجود ندارد. افزون بر این احتمالاً آن‌ها فرزندان همسر اول هرمز یا ایفرا هرمز نبودند و بنابراین هرگز در مناقشه جانشینی که پس از مرگ هرمز رخ داد، وارد نشدند.
جاماسپ به دلیل آزار و شکنجه مسیحیان شناخته شده‌است. او فرزندی داشت که بعدها مسیحی شد و در منابع از او به نام «پیروز گشناسپ» یاد شده‌است.